# Bianchite
La bianchite è un minerale appartenente al gruppo dell'esaidrite.